# Trest smrti v Bahrajnu
Trest smrti v Bahrajnu je legální forma trestu. Jako způsob popravy se používá oběšení a zastřelení popravčí četou. Mezi hrdelní zločiny patří úkladná vražda, vražda za přitěžujících okolností, sexuální napadení nebo nezákonné znásilnění, únos, znásilnění dítěte, žhářství, útok, záměrné narušování pohřbů nebo vzpomínkových obřadů, některé trestné činy proti majetku, dopravě nebo zemědělství za přitěžujících okolností, terorismus, spiknutí s cílem svrhnout režim, kolaborace s cizí nepřátelskou zemí, ohrožování života emíra, vzdorování vojenským rozkazům v době války nebo stanného práva, křivá výpověď vedoucí k popravě nevinného, velezrada, ilegální obchod s drogami a špionáž.